# رومولو بیزوتو
رومولو بیزوتو (انگلیسی: Romolo Bizzotto; ۱۶ فوریهٔ ۱۹۲۵ – ۲۷ مارس ۲۰۱۷) بازیکن فوتبال اهل ایتالیا بود.
از باشگاه‌هایی که در آن بازی کرده‌است می‌توان به باشگاه فوتبال یوونتوس، باشگاه فوتبال هلاس ورونا، باشگاه فوتبال پالرمو، و باشگاه فوتبال اسپال اشاره کرد.